# Zhangjiang Hi-Tech Park

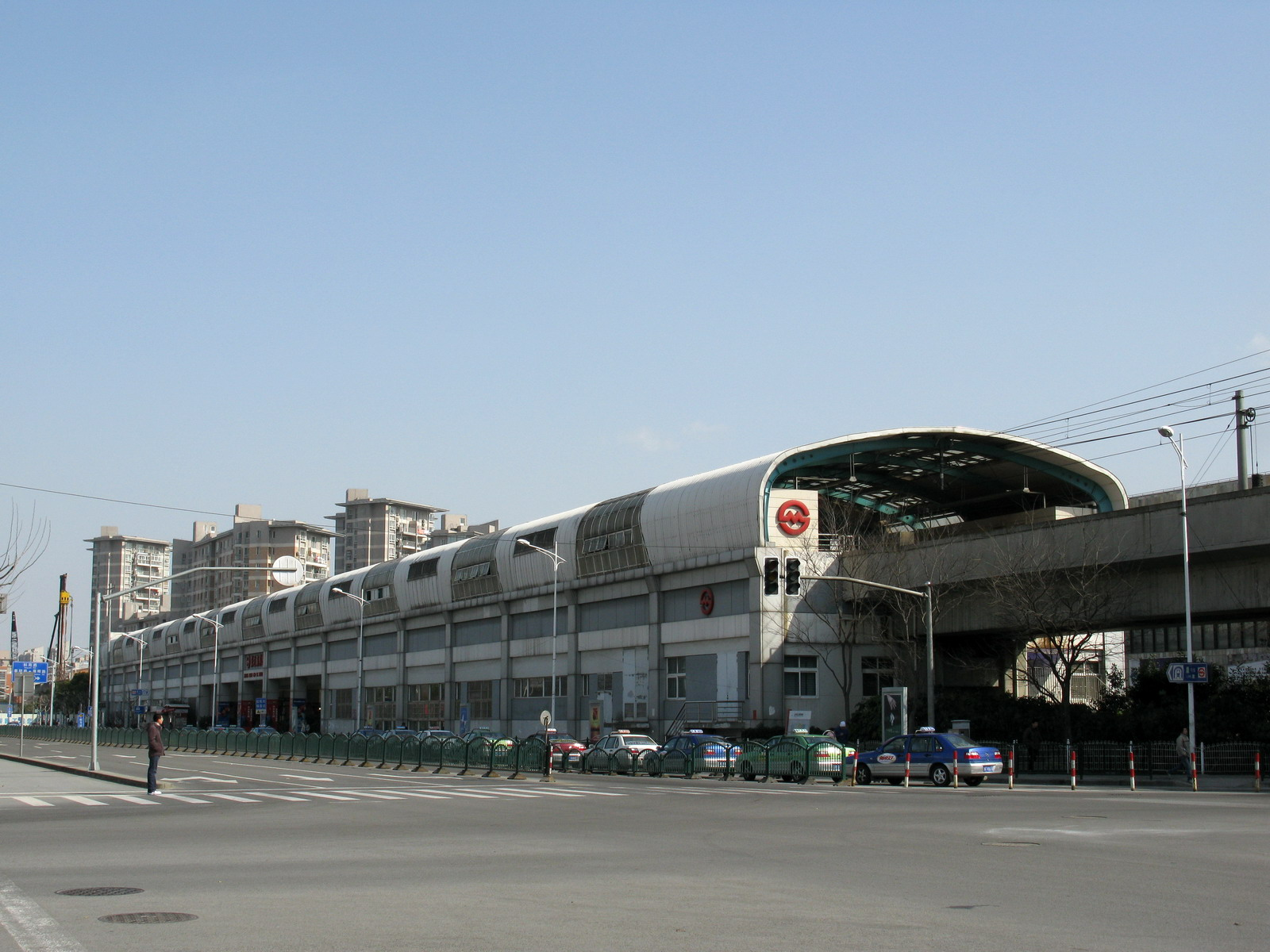
Oude bovengrondse metrostation Zhangjiang Hi-Tech Park voor februari 2010

Zhangjiang Hi-tech Park (张江高科, Zhangjiang Gaoke) is een station van de metro van Shanghai. Het station bedient het omliggende Zhangjiang Hi-tech Park technologiepark.
Dit station was het oostelijke eindpunt van lijn 2 vanaf 27 december 2000 toen de oostelijke uitbreiding van Longyang Road tot Zhangjiang Hi-Tech Park werd geopend, tot 24 februari 2010, toen de lijn verder naar het oosten werd uitgebreid naar Guanglan Road.
Van 14 tot 23 februari 2010 werd dit station gesloten en werd de lijn 2-dienst tijdelijk terug beëindigd bij Longyang Road, om de wederopbouw-werkzaamheden mogelijk te maken; het nieuwe ondergrondse Zhangjiang Hi-Tech Park station werd in gebruik genomen aan de noordoostelijke kant van het oude, verhoogde station. Deze aanpassing van een bovengronds station naar een ondergronds station zorgde voor een grotere compatibiliteit met de opening van de stations van Jinke Road en Guanglan Road, die beide ondergronds zijn.
Het metrostation ligt onder Zuchongzhi Road, 50 meter ten oosten van de kruising met Songtao Road. Direct ten noorden van het station bevindt zich de Shanghai vestiging van Lenovo.
East Xujing · Station Shanghai Hongqiao · Hongqiao Airport Terminal 2 · Songhong Road · Beixinjing · Weining Road · Loushanguan Road · Zhongshan Park · Jiangsu Road · Jing'an Temple · West Nanjing Road · People's Square · East Nanjing Road · Lujiazui · Dongchang Road · Century Avenue · Shanghai Science & Technology Museum · Century Park · Longyang Road · Zhangjiang Hi-Tech Park · Jinke Road · Guanglan Road · Tangzhen · Middle Chuangxin Road · East Huaxia Road · Chuansha · Lingkong Road · Yuandong Avenue · Haitiansan Road · Pudong International Airport

Lijnen van de metro van Shanghai: 1 · 2 · 3 · 4 · 5 · 6 · 7 · 8 · 9 · 10 · 11 · 12 · 13 · 14 · 15 · 16 · 17 · 18 · Pujiang Line
- Système universitaire de documentation: 185110371
- Virtual International Authority File: 315947411